# يان بينيت (سياسي)
يان بينيت هو سياسي كندي، ولد في 8 يونيو 1948 في نيلسون في كندا، وتوفي في 23 يناير 2018.